# 安藤守就
安藤守就（1503年—1582年）為戰國時代到安土桃山時代的日本武將，美濃國北方城主。由於日語語系關係，也有姓氏為安東的說法。

## 生平

### 齋藤氏家臣
文龜三年（1503年）誕生，為安藤守利之子（生年也有永正五年（1508年）的說法）。
起初仕官於土岐賴藝，在美濃國為齋藤道三奪取後，轉仕於齋藤道三。與稻葉良通（一鐵）、氏家直元（卜全）並稱為「西美濃三人眾」。曾經應織田信長之邀，率軍協防那古野城。
弘治二年（1556年），齋藤道三與其子齋藤義龍間，因繼承權問題引發父子相爭（長良川之戰），守就隸屬於義龍一方。
永祿四年（1561年）義龍病故，守就繼續侍奉其子齋藤龍興，但是龍興不聽諫言，寵信齋藤飛驒守，而疏遠美濃三人眾等家中重臣。因此在永祿七年（1564年）守就和女婿竹中重治（半兵衛）以奇計奪取了稻葉山城（之後改名岐阜城），並拒絕織田信長讓渡的要求，再將城歸還齋藤龍興。雖然後人多將重治此舉傳為美談，但也有因為得不到其他齋藤家臣的支持，進退兩難之下而將城歸還的說法。

### 織田氏家臣
永祿十年（1567年），呼應信長的攻勢，與稻葉良通、氏家直元一同擔任內應；稻葉山城之戰後，成為織田氏家臣。永祿十一年（1568年）的上洛戰及元龜元年（1570年）的姊川之戰皆曾參戰。元龜二年（1571年）、長島一向一揆，三人眾的氏家直元擔任殿軍的任務不幸戰死，守就也在此役中受傷。
永禄11年（1568年）11月16日，根据安藤守就写给曲直瀬道三的信中所述、其在上洛时遇到了曲直瀬道三，并受到了道三的招待，并在返回后仍然与道三保持往来（记载自『曲直瀬家文書』）。
之後，天正元年（1573年）的槇島城之戰、同年8月攻略越前國朝倉氏、天正二年（1574年）7月的伊勢國長島一向一揆殲滅戰、同年4月的石山本願寺之戰等，都以信長直屬部隊的身分參戰。天正三年（1575年），信長將家督之位讓與長子織田信忠，美濃諸將幾乎都歸屬於信忠麾下，也等同信長直屬部隊。
天正五年（1577年）8月，擔任柴田勝家援軍前往加賀，天正六年（1578年）5月，以攻略中國地方的羽柴秀吉援軍身分參與播磨國神吉城之戰，同年11月，也參與包圍反叛信長的荒木村重的有岡城之戰，持續轉戰各地。

### 流放和死亡
天正八年（1580年）8月，以私通甲斐國武田勝賴之罪（「當代記」）遭信長流放。私通的真偽不明（「信長公記」無相關記載），同時期織田氏中佐久間信盛、林秀貞、丹羽氏勝等重臣，也都分別以不同的理由遭到流放。一般認為這些遭流放的老臣是因為近年無出色表現且才能遠不如以往，所以遭到實力主義的信長放逐。
天正十年（1582年）6月2日，發生本能寺之變，信長為家臣明智光秀所殺，守就與其子‧安藤尚就一同舉兵攻擊北方城，試圖東山再起。但是為領主稻葉一鐵（良通）所敗，6月8日自殺，美濃安藤氏就此滅亡，享年80歲（「稻葉家譜」所記，正確生年仍不明）。
守就一族盡為一鐵所滅，只剩守就弟弟安藤鄉氏的兒子‧安藤可氏存留下來，後來侍奉土佐藩主山內一豐，延續安藤氏血脈。安藤可氏是安藤鄉氏前於天正八年（1580年）8月舉兵反叛信長，於1582年6月8日被誅滅，當時留下的幼子。

## 家族谱系
- 曾祖父：伊賀光就（太郎左衛門）
- 祖父：伊賀定就（伊賀守・出羽守・輝郷）
- 祖母：梶原氏
  - 父：伊賀定重（伊賀守・出羽守・時郷）
  - 母：稲葉良通の伯母
    - 本人：安東守就（伊賀守・定次・友郷・守就）
      - 長男：安東郷良（平左衛門尉）
        - 孫：安東忠四郎

      - 二男：安東郷利（右衛門佐）小右衛門
      - 三男：安東郷春（勘左衛門）
      - 四男：安東守吉（太左衛門）
      - 五男：安東定郷（二郎左衛門）- 長井隼人の養子となる
      - 六男：安東賢郷（半十郎・蒲生将監）
      - 七男：安東郷純（三右衛門）
      - 八男：安東郷忠（源次）- 土佐藩（宿毛与力）
      - 長女：木下勘解由室
      - 二女：竹中重治（半兵衛）正室
      - 三女：遠藤慶隆（但馬守）正室

    - 弟：安東頼郷（出市）湖叔宗栄？
    - 弟：安東郷重（十蔵）湖叔宗栄？
    - 弟：安東郷氏（太郎左衛門）守重
    - 郷氏室：山内盛豊の娘（山内一豊の姉）
      - 甥（嫡男）：山内可氏（左衛門佐）- 土佐藩家老（宿毛領主）
      - 甥（二男）：安東次左衛門
      - 甥（三男）：安東参次 - 毛利元隆の養子となる
      - 姪（長女）：深尾重良（和泉）室
      - 姪（二女）：乾和信（山内彦作）室
      - 姪（三女）：広瀬之為（惣兵衛）室
      - 姪（四女）：毛利源吾室

    - 妹：金森長近（五郎八）室
    - 妹：西尾豊後守室
    - 妹：島木金兵衛室
    - 妹：改田伝右衛門尉室

1. ↑  . 港区立乡土历史馆.   [2024-10-17]. （原始内容存档于2024-07-19） （日语）.